# John Norreys

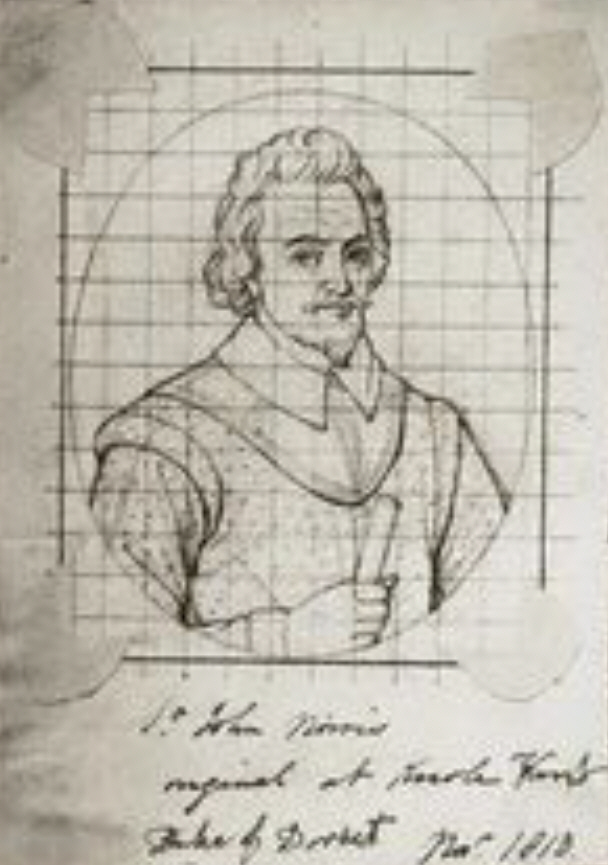
Sir John Norris

Sir John Norreys (häufig auch John Norris), genannt der „Schwarze Jack“ (* 1547 in Yattendon, Berkshire; † 3. Juli 1597 in Mallow, County Cork) war ein englischer Heerführer. 

## Leben
Norris wurde als zweiter Sohn von Henry Norreys, 1. Baron Norreys (1525–1601) und seiner Ehefrau Lady Marjorie (1521–1599), Tochter von John Williams, 1. Baron Williams of Thame, geboren. Sein Großvater Sir Henry Norris (1482–1536), war Schatzmeister der königlichen Privatschatulle und wurde als angeblicher Geliebter von Anne Boleyn im Tower of London hingerichtet. Norris studierte am Magdalen College in Oxford. 1567 kämpften er und sein Bruder William in der Schlacht von Saint-Denis mit. Sein Vater, der Botschafter in Frankreich war, sendete als Teil seines Rapports ein Diagramm der Schlacht an die englische Königin Elisabeth I. nach London. 1571 wurde sein Vater nach England zurückgerufen und zu dessen Nachfolger Francis Walsingham hatte Norris ein gutes Verhältnis. Er diente als Freiwilliger unter Admiral Gaspard II. de Coligny auf der protestantischen Seite in den französischen Religionskriegen. Zwei Jahre später diente er als Kapitän unter Sir Walter Devereux, 1. Earl of Essex, an der erfolglosen Expedition zur irischen Provinz von Ulster. Während der Irenkampagne zeigte Norris seine militärische Fähigkeit. 1577 kämpfte Norris in Flandern im niederländischen Unabhängigkeitskrieg gegen Spanien. Ein Jahr darauf wurde er mit Sir John Perrot nach Irland geschickt. 1584 wurde er dort zum Lord President der Provinz Munster ernannt. 1585 kehrte er in die Niederlande zurück. Dort wurde er 1586 vom Earl of Leicester zum Knight Bachelor geschlagen. Als 1588 die Spanische Armada erwartet wurde, war er Marschall in Tilbury; später diente er als Botschafter von Königin Elisabeth I. in Irland.
Sir John Norris galt als populärer und geschickter, aber auch sehr brutaler Offizier. In der Westminster Abbey befindet sich ein Denkmal von ihm.